# Nocturne (film, 1946)
Pour les articles homonymes, voir Nocturne.
Pour plus de détails, voir Fiche technique et Distribution.
Nocturne (Nocturne) est un film noir américain réalisé par Edwin L. Marin, sorti en 1946, avec George Raft, Lynn Bari, Virginia Huston et Joseph Pevney dans les rôles principaux.

## Synopsis
Un compositeur de musique de film d'Hollywood est retrouvé mort. La police pense qu'il sagit d'un suicide, mais un policier, Joe Warne (George Raft), soupçonne un assassinat. Warne part à la recherche d'une certaine Dolores, un nom mentionné dans la dernière chanson du compositeur. Warne découvre alors que l'homme mort avait eu de nombreuses relations féminines et que plusieurs d'entre elles ont un motif pour l'assassiner. Ses investigations le conduisent à soupçonner Frances Ransom (Lynn Bari) mais il se fait retirer l'enquête et suspendre par ses chefs.

## Fiche technique
- Titre : Nocturne
- Titre original : Nocturne
- Réalisation : Edwin L. Marin
- Assistant réalisation : James H. Anderson
- Scénario : Jonathan Latimer d'après une histoire de Frank Fenton (en) et Roland Brown, avec la participation de Joan Harrison
- Production : Joan Harrison et Jack J. Gross
- Société de production : RKO Pictures
- Musique : Leigh Harline
- Photographie : Harry J. Wild
- Montage : Elmo Williams
- Direction artistique : Robert F. Boyle et Albert S. D'Agostino
- Décorateur de plateau : James Altwies et Darrell Silvera
- Costumes : Renié
- Pays d'origine :  États-Unis
- Langue : anglais
- Format : noir et blanc - 35 mm - 1,37:1 - Monophonique (RCA Sound System)
- Genre : drame, film noir, film policier
- Durée : 87 minutes
- Date de sortie : 
  - États-Unis : 9 novembre 1946

## Distribution
- George Raft : Joe Warne
- Lynn Bari : Frances Ransom
- Virginia Huston : Carol Page
- Joseph Pevney : Ned Fingers Ford
- Myrna Dell (en) : Susan Flanders
- Edward Ashley : Keith Vincent
- Walter Sande : Police Lt. Halberson
- Mabel Paige : Mrs. Warne
- Bern Hoffman : Erik Torp
- Queenie Smith : Queenie
- Mack Gray : Gratz

Et, parmi les acteurs et actrices non crédités :
- Rudy Robles (en) : Eujemio
- Lilian Bond : Mrs Billigns (scènes coupées)
- Dorothy Adams
- John Banner
- Gladys Blake (en)
- William Challee
- Harry Harvey
- Al Hill (en)
- Pat Flaherty
- Greta Granstedt (en)
- Matt McHugh (en)
- Jack Norton (en)
- Dick Rush (en)
- Paul Stader (en)